# Olgay Coşkun
Olgay Coşkun (* 9. Februar 1984 in Susurluk) ist ein türkischer Fußballspieler.

## Karriere
Coşkun begann mit dem Vereinsfußball in der seiner Geburtsstadt Susurluk in der Jugend des türkischen Amateurvereins Susurlukspor. Im Sommer 2001 wechselte er, mit einem Profivertrag ausgestattet, zu Mobellaspor und von hier aus nach einem Jahr zu Petkimspor.
Zur Saison 2004/05 wechselte er zum Zweitligisten Karşıyaka SK. Hier spielte er drei Spielzeiten lang und wechselte dann zum damaligen Zweitligisten Hacettepe SK. Nach drei Jahren bei diesem Verein kehrte er zu Karşıyaka zurück. Hier spielte er dann eine Saison und verließ anschließend den Verein.
Im Sommer 2011 wechselte er dann zum Istanbuler Zweitligisten Kartalspor. Nach zwei Spielzeiten für Kartalspor wechselte er zur Saison 2013/14 zum Drittligisten Altınordu Izmir. Mit diesem Klub erreichte er zwei Tage vor Saisonende die Drittligameisterschaft und damit den Aufstieg in die TFF 1. Lig.
Im Sommer 2014 wechselte er zum Drittligisten Anadolu Selçukluspor.

## Erfolge
Mit Altınordu Izmir
- Meister der TFF 2. Lig und Aufstieg in die TFF 1. Lig: 2013/14